# Sairocarpus elmeri
Sairocarpus elmeri là một loài thực vật có hoa trong họ Mã đề. Loài này được (Rothm.) D.A. Sutton miêu tả khoa học đầu tiên năm 1988.